# Vuachère
La Vuachère est une rivière du canton de Vaud, en Suisse.

## Hydronymie
Une forme ancienne du nom de la Vuachère est attestée au XVIe siècle. Elle porte alors une forme latinisée de wascheri qui fait référence à un moulin à foulon.

## Géographie
La source de la Vuachère, que les Celtes appelaient le Nant, se trouve à Épalinges, au lieu-dit Sous les Planches, à 730 m d'altitude. La rivière pénètre ensuite sur le nord-est du territoire de la commune de Lausanne avant d'être rejointe sur la frontière entre Lausanne et Pully par le Riolet. Elle parcourt ensuite la frontière entre ces deux communes avant de se jeter dans le lac Léman à l'est des quais d'Ouchy et du parc du Denantou. sa longueur totale est de 7 km,.
Sur son trajet, elle reçoit, par une galerie souterraine de 680 m créée entre 1994 et 1996, une partie des eaux du Flon. Le Flon entrant ensuite dans les égouts de Lausanne, cette déviation permet de diminuer son débit, donc le travail de la station d'épuration. Cette dérivation permet en outre d'augmenter le débit de la Vuachère, souvent à sec en été et en automne. Ce débit, de minimum 0,5 m3/s à l'embouchure, peut atteindre 34 m3/s lors des crues.

## Assainissement de la Vuachère
Entre 1994 et 1996 eurent lieu sur 4 km, du quartier lausannois de Valmont jusqu'à l'embouchure, d'importants travaux d'assainissement de la Vuachère permettant une consolidation de ses rives, sujettes à de grands problèmes d'érosion vu la très forte pente et les grands débits en temps de pluie, problèmes qui ne pouvaient qu'augmenter avec l'arrivée des eaux du Flon dès 1996. Le lit et les rives furent enrochés à l'aide de matériaux naturels afin de favoriser la recolonisation du site par la faune et la flore. Les travaux permirent également une revitalisation du bois abritant la rivière et la création d'un chemin piétonnier sur son parcours. Le collecteur d'eaux usées, datant de 1908, fut de plus changé, permettant de supprimer les fuites d'eaux usées dans le cours d'eau,.

## Faune
Depuis les travaux d'assainissement, la Vuachère vit réapparaître dans ses eaux la truite du lac. En 2012, l'inspection de la pêche du canton de Vaud relève la capture de 73 truites farios.